# Vụ va chạm trên không tại Nantes năm 1973
Vụ va chạm giữa không trung năm 1973 ở Nantes xảy ra khi hai chiếc máy bay đến sân bay London Heathrow đâm vào nhau ở Nantes, Pháp, vào ngày 5 tháng 3 năm 1973. Hai máy bay, một chiếc McDonnell Douglas của Iberia bay từ Palma de Mallorca và một chiếc Convair 990 từ Madrid. Tất cả 68 người trên chiếc DC-9 đã thiệt mạng. CV-990 đã có thể hạ cánh khẩn cấp thành công tại Căn cứ không quân Cognac – Châteaubernard.

## Máy bay và phi hành đoàn
Chuyến bay 504 của Iberia là chiếc McDonnell Douglas DC-9-32, với số sê-ri 47077 và số đăng ký là EC-BII, được sản xuất bởi McDonnell Douglas vào năm 1967 và đã có khoảng 10852 giờ 45 phút bay và 9452 chu kỳ cất cánh và hạ cánh. Máy bay được trang bị hai động cơ Pratt & Whitney JT8D-7.(tr18). Cơ trưởng của Chuyến bay 504 là Cueto Capella, 37 tuổi, người đã tích luỹ được 6612 giờ bay, với 823 là trên DC-9. Cơ phó là Lafita Rueda, 35 tuổi, người đã có 3778 giờ bay, với 2278 giờ trên DC-9. Phi công đang được đào tạo là Alcubierre Camacho, 29 tuổi, người đã có 950 giờ bay, tất cả đều trên chiếc DC-9.(tr10-13)
Chuyến bay 400 của Spantax là Convair 990-30A-5 Coronado, số seri 30-10-22 và được đăng ký là EC-BJC, được sản xuất bởi Convair vào năm 1962 và đã có khoảng 24775 giờ khung máy bay và 1108 chu kỳ cất cánh và hạ cánh. Máy bay được trang bị bốn động cơ General Electric CJ805-23.(tr19). Cơ trưởng của chuyến bay 400 là Arenas Rodriguez, 39 tuổi, người đã có 8555 giờ 24 phút bay, trong đó có 4861 giờ 5 phút trên CV-990. Cơ phó là Saavedra Martinez, 39 tuổi, người đã có 9501 giờ 47 phút bay, trong đó có 1790 giờ 16 phút trên chiếc CV-990. Kỹ sư máy bay là Gonzales Zaraus, 37 tuổi, người đã ghi lại 5093 giờ 31 phút bay.(tr14-16)